# Laminaatgoud
Laminaatgoud is materiaal met goud, meestal 14krt goud, met een ander metaal als basis of kern. Laminaat in algemene zin is een composiet (plaat)materiaal dat uit verschillende laagjes is opgebouwd, waarbij eigenschappen verkregen worden die met enkelvoudige materialen niet verkregen kunnen worden.
Laminaatgoud is een metaal/materiaal dat een goudlaag/plaat heeft die samengevoegd is met het onderliggende metaal door middel van hoge druk. Het goudgewicht van laminaatgoud bedraagt 5% van het totaal gewicht van het metaal. De goudlaag is bij dit laminaatmateriaal vele malen dikker dan het geval is bij doublé of pleet, waarvan de goudlaag slechts een paar duizendsten van een millimeter is en waarbij de laag opgebracht is door middel van elektrolyse. Laminaatgoud gaat daarom veel langer mee zonder dat de goudlaag zichtbaar slijt. Doordat het materiaal zo'n dikke laag echt goud bevat is er, indien het gebruikt is om sieraden mee te maken, in vrijwel alle gevallen geen sprake van allergische reacties bij contact met de huid. Laminaatgoud is ook nikkelvrij en voldoet hiermee aan de Europese richtlijnen voor nikkelallergie.